# Maalstede (Hulst)
Het kasteel Maalstede stond in de Nederlandse stad Hulst, provincie Zeeland. Het ging in feite om twee aparte, elkaar opvolgende kastelen. Het terrein van het tweede kasteel ligt buiten het centrum en is een rijksmonument.

## Geschiedenis
Hulst is waarschijnlijk ontstaan als een nederzetting rondom een burcht. Bij de Steenstraat teruggevonden funderingen uit de 12e eeuw wijzen mogelijk op het oudste kasteel van de heren Van Maalstede. Rond 1200 is dit kasteel waarschijnlijk verlaten vanwege de groeiende bevolking van Hulst. Aan de oostzijde van Hulst bouwde Wolfert van Maelstede rond die tijd een nieuw kasteel. Nabij het kasteel stond een getijmolen die voor de familie een belangrijke bon van inkomsten was.
De oudste schriftelijke vermelding van het nieuwe slot dateert uit 1326 en betreft een mededeling in de stadsrekening van Hulst: de Gentenaars kwam dat jaar naar Hulst om het kasteel van Wolfert van Maalstede te slopen. De oorzaak was een conflict tussen Jan van Maalstede - schout van Hulst - en de graaf van Vlaanderen. Jan werd door de graaf gevangen gezet in Gent en liet de Gentenaars het kasteel Maalstede gedeeltelijk afbreken.
Kasteel Maalstede had hierna nog te lijden van overstromingen en raakte in verval. De familie Van Maalstede woonde er ook niet meer, maar verbleef op andere kastelen, zoals het slot Maalstede in Kapelle.
Wanneer het kasteel is verdwenen, is niet duidelijk. Jacob van Deventer gaf op zijn stadskaart van Hulst uit 1560 geen Maalstede meer aan, maar een auteur zou in 1692 nog melden dat er restanten zichtbaar waren.
In 1968 zijn bij onderzoek restanten aangetroffen van de funderingen.

## Beschrijving
De locatie van het oudste kasteel is onbekend. Het zal hebben gestaan in het middeleeuwse centrum van Hulst. In 2001 werden onder het Sint‐Aloysiuspatronaat aan de Steenstraat zware funderingen aangetroffen, maar ook elders in het centrum zijn funderingen gevonden die verband kunnen houden met het kasteel.
Van het kasteel dat rond 1200 aan de oostzijde van Hulst werd gebouwd, zijn in 1968 de funderingen van kloostermoppen teruggevonden.
Aldegonde · Kasteel van Axel · Baarland · Baarsdorp · Barbestein · Biervliet · Bieweg · Blodenburg · Huis der Boede · Brijdorpe · Bruëlis · 't Burchtje · Burggravensteen · Buttinge · Coxijde · Crayenstein · Duinbeek · Duivelsberg · Ellewoutsdijk · Filippenburg · Geersdijk · Gistellis · Gravenhof · Slot Haamstede · Kasteel Hellenburg · Herkestein · Heuvelsweg · Hoge Huis · Ter Hooge · Hoogkamer · Kats · Kind van Trente · Kleverskerke · Kortgene · Kreke · Kruiningen · Laterdale · Lodijke · Maalstede (Hulst) · Maalstede (Kapelle) · Magdalon · Hof Ter Moere · Moermond · Te Mortiere · Muiden · Hof ter Nisse (Nisse) · Hof ter Nisse (Ossenisse) · Oostende · Oostende (Goes) · Oosterstein · Poelvoorde · Poortvliet · Popkensburg · De Pottere · Poucques · Pronkenburg · Ravenstein · Saeftingher Slot · Kasteel van Sint-Maartensdijk · Schengen · Sluis · Smallegange · Stavenisse · Tolhuis van Iersekeroord · Huus ter Tolne · Torenberg · Torenhoeve · Toren van Bourgondië · Troye · Valkenisse · Vinninghen · Vlissingen · Voorhoute · Waarde · Watervliet · Weldamme · Welland · Huis te Werf · Te Werve · Westenschouwen · Westhove · Westkerke · Windenburg · Zandenburg · Zwanenburg